# EICAR тестов файл
EICAR test file (официално име: EICAR Standard Anti-Virus Test File) е файл, създаден от European Institute for Computer Antivirus Research (Европейски институт по компютърни антивирусни изследвания), за проверка на основните функционални възможности на дадена антивирусна програма. Този файл позволява на отделни потребители, компании и антивирусни програмисти да проверяват техния софтуер без нуждата от истински компютърен вирус, който вирус може да причини действителни щети.
Когато антивирусната програма открие файла, действа по абсолютно същия начин като при обикновен вирус. Файл, съдържащ EICAR тест низа, може да бъде компресиран или архивиран, след което антивирусната програма може да бъде стартирана за да се провери дали открива тестовия низ в компресирания файл.
EICAR файлът е обикновен текстов файл съдържащ 68 или 70 символа (байта). Той е изпълним файл, който може да бъде стартиран от Майкрософт базирани операционни системи и OS/2. Когато се стартира извежда следното съобщение:"EICAR-STANDARD-ANTIVIRUS-TEST-FILE!". Тестовият низ е написан да бъде съвместим с ASCII символи, създадени за използването им от стандартна клавиатура.
Eicar тестов низ:
```
X5O!P%@AP[4\PZX54(P^)7CC)7}$EICAR-STANDARD-ANTIVIRUS-TEST-FILE!$H+H*
```

Забележки:
- Третият знак в низа е главна буква O, а не цифрата нула.
- Макар че, низът съдържа 68 символа (байта), някои текстови редактори добавят допълнителни символи (CR+LF) в края на файла, увеличавайки броя им на 70. Това не влияе на неговата функционалност.